# Steven Old
Steven David Old (Palmerston North, 1986. február 17.) új-zélandi válogatott labdarúgó, aki a GAIS játékosa.

## Pályafutása
2005-ben lett hazájába profi játékos, majd egy szezont követően Ausztráliába igazolt a Newcastle Jets, majd a Wellington Phoenix csapatához. 2009. január 22-én a Kilmarnock csapatához akart igazolni, de várnia kellett a munkavállalási engedélyére, amit márciusban kapott meg. Ezt követően kisebb angol csapatokban is megfordult, majd 2013-ban rövid kínai kitérőt követően Svédországba igazolt. 2016-tól a svéd GAIS játékosa lett.
Az új-zélandi labdarúgó-válogatott tagjaként részt vett a 2004-es OFC-nemzetek kupáján, a 2008-as OFC-nemzetek kupáján és a 2009-es konföderációs kupán. A U23-as csapattal a 2008-as nyári olimpián vett részt.

## Sikerei, díjai
- Új-Zéland
  - OFC-nemzetek kupája: 2008